# Baptiste Ulens
Pour les articles homonymes, voir Ulens.
Baptiste Ulens est un footballeur belge, né le 24 juillet 1987 à Boussu en Belgique. Il évolue au poste d'attaquant au FC Flénu.

## Palmarès
- Vainqueur du Groupe B de Division 3 en 2011 avec le White Star Woluwe